# Voodoo Glow Skulls
Voodoo Glow Skulls és una banda californiana de ska punk i skacore. Es va formar el 1988 a Riverside, pels germans d'ascendència mexicana Frank, Eddie i Jorge Casillas, amb els seus a amic Jerry O'Neill, Ruben Durazo i Eric Fazzini.
El 2017, Frank Casillas va anunciar la seva retirada de Voodoo Glow Skulls després de gairebé 30 anys com a cantant. La banda ha continuat tocant amb Efrem Schulz de Death by Stereo com a vocalista. El mateix any, el trompetista Mark Bush va deixar la banda per tocar amb Mad Caddies, juntament amb el trombonista Dan Albert. Des de llavors, Jose Pazsoldan es va fer càrrec del trombó i Eric Fazzini va tornar als escenaris per tocar el saxofon amb el grup.

## Integrants
- Eddie Casillas – Guitarra
- Jorge Casillas – Baix
- Steve Reese – Bateria
- Eric Fazzini – Saxofon
- Jose Pazsoldan – Trombó
- Efrem Schulz - Veu

### Antics membres
- Frank Casillas - Veu
- Jerry O'Neill - Bateria
- Chris Dalley - Bateria
- Vince Sollecito - Bateria
- A.J. Condosta - Bateria
- Brodie Johnson - Trombó
- Ruben Durazo - Trombó
- Joe McNally - Trompeta
- Mason Ball - Trompeta
- Gabriel Dunn - Trompeta
- James Hernández - Saxofon
- Dan Albert - Trombó
- Mark Bush - Trompeta
- Don Giese - Trompeta

## Discografia

### Àlbums d'estudi
- Who Is, This Is? - 1993 Dr. Strange Records
- Firme - 1995 Epitaph Records
- Firme (versió en castellà) - 1996 Epitaph Records
- Baile de los Locos - 1997 Epitaph Records[3]
- The Band Geek Màfia - 1998 Epitaph Records
- Symbolic - 2000 Epitaph Records[4]
- Steady as She Goes - 2002 Victory Records
- Addicción, Tradición, Revolución - 2004 Victory Records
- Southern Califòrnia Street Music - 2007 Victory Records
- Break The Spell - 2012 Smelvis Records

### EP
- The Old of Tomorrow 7" EP - 1990 Goon Records & Drapes
- Rasta Mis Huevos 7" EP - 1992 Signal Sound System Records
- We're Coloring Fun 12" EP - 1993 Signal Sound Systems Records
- Dogpile! 7" EP - 1993 Dr. Strange Records
- Land of Misfit Toys 7" EP - 1995 Dr. Strange Records

### Recopilatoris
- The Potty Training Years - 1993 Signal Sound Systems Records
- Éxitos Al Cabrón - 1999 Grita Records
- The Potty Training Years 1988-1992 - 2000 El Pocho Loco Records